# Дантель-де-Монмирай
Дантель-де-Монмирай (фр. Dentelles de Montmirail; вольный перевод — «кружева чудесных гор») — горная гряда в Провансе на юге Франции, в департаменте Воклюз. Расположена в горном массиве Бароннье к югу от коммуны Везон-ла-Ромен и к западу от Мон-Ванту. Наивысшая точка — Сент-Аман (730 м). 

## История
Определение «dentelles» (кружева) возникло благодаря особому профилю скал, образовавшемуся в результате эрозии. Название «montmirail» произошло от лат. mons mirabilis, что означает «замечательная, чудесная гора (горы)». На протяжении полусотни лет, вплоть до Великой Французской революции, этими землями владели папы римские. Об истории региона см. статью Конта-Венессен.

## География
Гряда Дантель-Монмирай проходит дугой от реки Увез к Мон-Ванту. Наиболее примечательные и посещаемые туристами места:
- Дантель-Сарразин (Сарацинские кружева) и Гран-Монмирай. Здесь выходят серные источники.
- скалы де-ла-Саль, де Кэрон и самая высокая точка скала Сент-Аман.
- перевалы д’Алсо и де Кэрон.
- грот д’Амбрози.
- скала дю Миди.

Гряда является самой западной в горном массиве Баронье. Это первый отрог Альп на Ронской низменности. Она представляет собой серию скалистых плит, образовавшихся в титонском ярусе юрского периода, лежащих на известняковой почве.

## Флора
Средиземноморская флора гор напоминает флору западных Альп наличием ароматических растений, каменного дуба и алеппской сосны.
Территория гряды характеризуется своеобразной почвой, благоприятствующей возделыванию винограда. Во многих местах склоны гор заняты виноградниками аппеллясьонов Beaumes-de-Venise, Gigondas и Vacqueyras, принадлежащих к винодельческому региону Долина Роны.

## Населённые пункты
На территории Дантель-де-Монмирай находятся следующие поселения:
- Бом-де-Вениз
- Кресте
- Жигонда
- Ла-Рок-Альрик
- Лафар
- Ле-Барру
- Малосен
- Сюзетт
- Вакейрас

- Дантель-Сарразин.
- Скала Эколь доминирует над плоскогорьем Конта-Венессен
- Виноградники в Бом-де-Вениз на фоне Дантель-де-Монмирай